# Rechafim
Réchafim ou Reshafim (רְשָׁפִים, lit. Étincelles) est un kibboutz du nord est d'Israël affilié à la fédération des kibboutzim Artzi et situé à trois kilomètres de la ville de Beït-Shéan.
Réchafim fut fondé en 1948 par des pionniers du mouvement de jeunesse Hashomer Hatzair, formés préalablement à Kiriat Haim. Ses membres fondateurs étaient des Juifs roumains et polonais rescapés de la Shoah. Ils s'installèrent sur les terres d'Ashrafieh, appartenant à l'État.
Réchafim est situé dans la vallée de Beït-Shéan à trois kilomètres de la ville de Beït-Shéan.
C'est un kibboutz laïc composé d'environ 250 membres.

## Activités du kibboutz
- pisciculture
- poulailler
- fabrique de matière plastique
- agriculture
- horticulture
- élevage laitier